# 애플 인텔리전스
애플 인텔리전스(Apple Intelligence)는 애플에서 개발한 인공지능 플랫폼이다. WWDC 2024에서 공개된 애플의 생성형 인공지능의 명칭이다. 온디바이스 처리와 서버 처리의 조합에 의존하여 애플의 iOS 18, iPadOS 18 및 macOS 세쿼이어 운영 체제의 기능으로 2024년 6월 10일 WWDC 2024에서 발표되었다. 애플 인텔리전스에는 챗GPT와의 연동이 포함되어 있으며 지원되는 장치를 사용하는 모든 사용자에게 무료로 제공된다. 2024년 말 미국에서 개발자 베타에 돌입하고 2025년에 정식 출시되었다.

## 같이 보기
- 멀티모달 대형 언어 모델(MLLM)